# Стен Стуре Старший (регент)

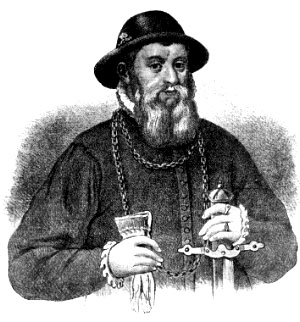
Стен Стуре Старший

Стен Стуре Старший (1440—1503) — регент Швеції з 1470 до 1497 та з 1501 до 1503. Походив з аристократичної родини Стуре.

## Життєпис
Стен був сином Густава Стуре, члена Державної ради та капітана Кальмарського замку, і Бригіти Б'єлке, сестри короля Карла VIII. Після смерті батька його мати вийшла заміж за Густава Гумсеґувуда, члена державної ради. Деякий час Стен Стуре виховувався у маєтку Екголмен в області Упланд.
Під час протистояння Карла VIII та Кристіана I за шведську корону у 1457—1467 Стен Стуре підтримував короля Карла.
У 1466 Стуре стає член Державної ради. В цій тривалій боротьбі родина Стуре разом з родиною Тотті допомогли Карлу VIII урешті-решт повернути собі корону Швеції у 1467.
У 1469 допоміг придушити повстання Еріка Вази проти Карла VIII. Після смерті останнього Стена Стуре було обрано регентом Швеції 15 травня 1470.
Новий правитель країни з самого початку зіткнувся з намаганням короля Кристіана I повернути собі владу над Швецією. Вирішальна битва між шведською та данською армією при Брукенберзі відбулася 10 жовтня 1471. Тут перемогу здобув Стен Стуре. Це дозволило Стуре зміцнити владу в країні й відбити на значний час спроби Данії підкорити Швецію.
У мирний період свого правління Стен Стуре займався розбудовою країни. В 1477 підтримав відкриття першого у Швеції університету. Його було започатковано архієпископом Якобом Ульфсоном у місті Уппсала.
Водночас Стен Стуре намагався здобути підтримку серед нижчих станів. Це викликало негативне ставлення аристократії до регента. Конфлікт вибухнув у 1483 році на засідання риксдагу в Стокгольмі. На противагу Стену Стуре, який стояв за незалежність країни, риксдаг підтримав ідею про відновлення Кальмарської унії.
Відтоді в регента почалися внутрішні проблеми. У 1487 році проти нього виступив Івар Тотт, а 1493 вибухнув конфлікт з Сванте Нільсоном. У 1495 розпочалася війна з Московією у Фінляндії.
Скориставшись всіма труднощами Стена Стуре та спираючись на підтримку невдоволеної частини шведської аристократії, до країни вдерся король Данії та Норвегії Ганс (1497). 28 вересня 1497 під Ротебро Стен Стуре зазнав поразки, витримав облогу у Стокгольмі, але змушений був здатися. Він визнав Ганса королем Швеції. Проте Стен Стуре залишився членом Державної ради.
Незабаром розпочалися конфлікти між королем Гансом та Стеном Стуре, внаслідок чого у 1499 Стуре втратив деякі володіння. Намагаючись повернути собі владу Стуре замирився з аристократами й 1 серпня 1501 склався заколот проти данського панування у Швеції. Внаслідок активних дій усіх шведських станів того ж року Стен Стуре повернув собі посаду регента. Влада його охоплювала всю Швецію окрім півдня, міста Кальмар та острова Еланд. Стен Стуре залишався регентом Швеції до 1503, коли 14 грудня помер у Стокгольмі.

## Родина
Дружина — Інгеборг (1440—1507), донька Акселя Тотта, данського аристократа.
Дітей не було